# Dragkamp vid olympiska sommarspelen 1900

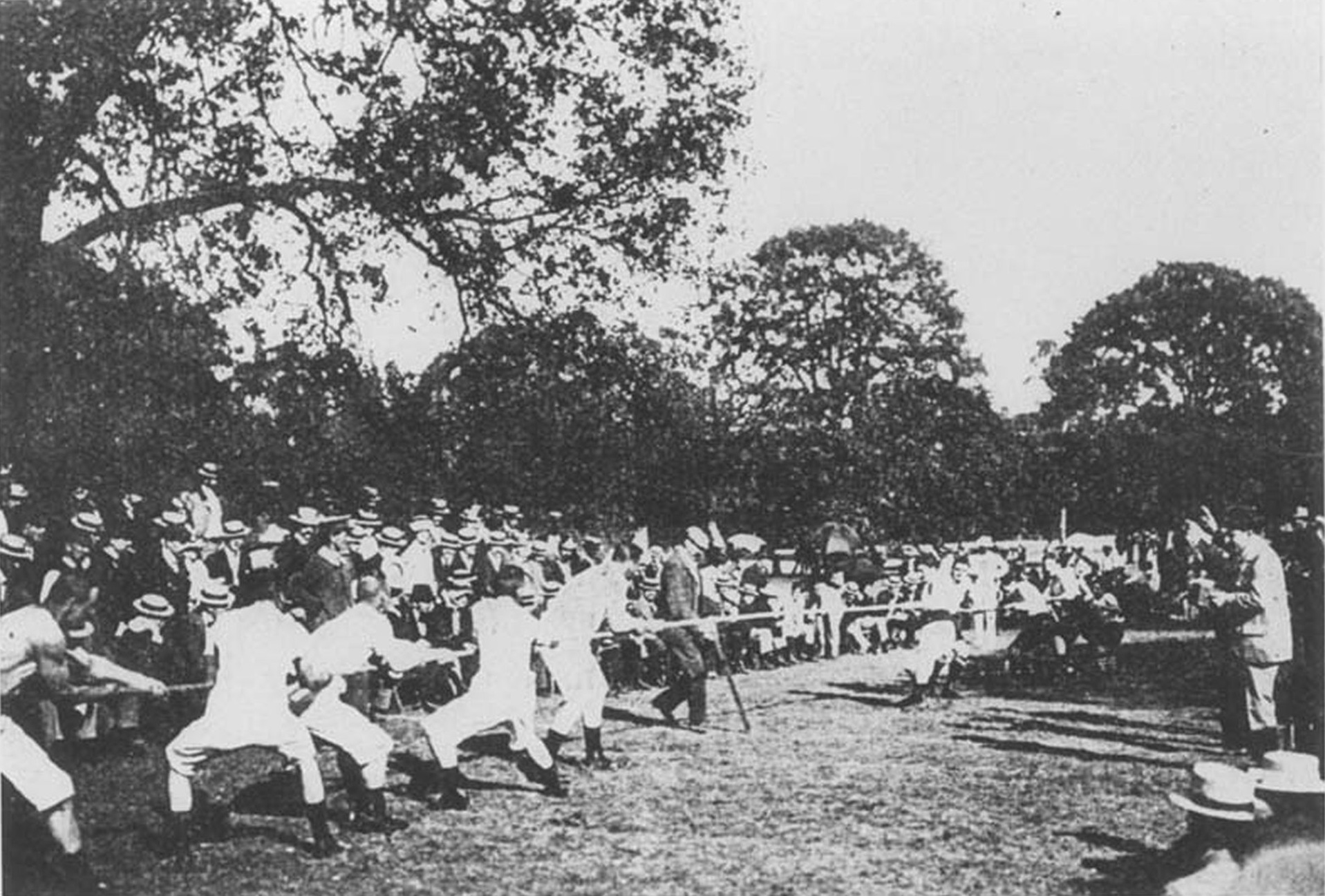
Dragkampen vid olympiska spelen 1900.

Dragkamp var en gren vid de olympiska sommarspelen 1900. Endast två nationer var anmälda, Frankrike och USA. Sverige och Danmark efteranmälde ett kombinationslag. Dragkampen sammanföll tidsmässigt med finalen i släggkastning, vilket ledde till att USA drog sig ur tävlingen. Det svensk-danska kombinationslaget mötte därför Frankrike direkt i final.

## Tävlingsformat och resultat
Det lag som blev bäst av tre matcher skulle vinna. Kombinationslaget vann de första två och förklarades som segrare.
| Pl. | Nation          | Guld | Silver | Brons | Totalt |
| --- | --------------- | ---- | ------ | ----- | ------ |
| 1   | Kombinationslag | 1    | 0      | 0     | 1      |
| 2   | Frankrike       | 0    | 1      | 0     | 1      |

## Medaljer
Eftersom det bara var två deltagande lag delades det inte ut någon bronsmedalj. Sverige och Danmark delade guldet, och Frankrike fick silver. Medaljen var Sveriges första OS-guld.
| Spel     | Guld | Silver | Brons                         |
| Dragkamp | Kombinationslag Edgar Aabye (DEN) August Nilsson (SWE) Eugen Schmidt (DEN) Gustaf Söderström (SWE) Karl Gustaf Staaf (SWE) Charles Winckler (DEN) | Frankrike Raymond Basset Jean Collas Charles Gondouin Joseph Roffo Emile Sarrade Constantin Henriquez de Zubiera | Ingen (endast två lag deltog) |